# 硒化锶
硒化锶是一种无机化合物，化学式为SrSe。它可由氢气在600 °C还原硒酸锶制得。锶和硒化氢在液氨中反应，也能制得硒化锶。
它是正交晶系晶体，空间群Fm3m，具有NaCl结构，它在高压（14 GPa）下转变为空间群为Pm3m的CsCl结构。
它和硒化汞、二硒化锗在高温反应，可以得到SrHgGeSe4晶体。它和钍、硒在锡的存在下高温反应，能够得到SrTh2Se5。